# Venecijanski zaljev
Venecijanski zaljev (tal. Golfo di Venezia) je zaljev u sjevernom dijelu Jadranskog mora, od delte rijeke Po (Italija) do obale Istre (Hrvatska), dug 95 km, i dubok do 34 m; slanoća do 35‰. 
Dijeli se na zapadni dio Venecijanskog zaljeva, u užem smislu Venecijanska laguna (Laguna Veneta), a na sjeveroistoku se nalazi Tršćanski zaljev.
U zaljev se ulijevaju rijeke Pad (Po), Adige, Piave, Brenta, Tagliamento, Soča (Isonzo) i Timavo (Reka). Obala je slabo razvedena i pretežno niska i pješćana, uz koju se razvila turistička središta Lido di lesolo, Lido di Venezia, Bibione, Lignano i dr.
Zapadne obale zaljeva (sve do Trsta) okružuju močvare i lagune, a sjeveroistočna obala je strma (vapnenac). Na obalama se nalazi nekoliko važnih luka i gradova: Venecija, Trst, Pula, Rovinj.
Porast značenja Mletačke Republike kao pomorske sile u srednjovjekovnom razdoblju pridonijelo je porastu važnosti zaljeva kao važne trgovačke rute.
Ekološki, to je jedan od najugroženijih dijelova Jadranskog mora jer rijeke Po i Adige sa sobom donose otpadne vode iz industrijski najrazvijenijeg dijela Italije.

## Vanjske poveznice
- Protupoplavni sustav u Veneciji  Arhivirana inačica izvorne stranice od 3. listopada 2009. (Wayback Machine)
- Predrag Matvejević, Golfo di Venezia